# Savoy (Illinois)
Pour les articles homonymes, voir Savoy.
Savoy est une municipalité américaine du comté de Champaign, dans l'Illinois. Au recensement de 2010, Savoy comptait 7 280 habitants.